# Mario Grana
Mario Darío Grana (n. 27 de enero de 1973; Morón (Buenos Aires), Argentina) es un exfutbolista argentino nacionalizado paragayo que se desempeñaba como mediocampista. Fue figura y capitán del Club Cerro Porteño, así como un ídolo en el Club Deportivo Morón, institución que lo vio debutar como profesional y del cual es fanático.

## Trayectoria

### Como jugador
Grana comenzó su carrera deportiva en el Club Deportivo Morón de su país en el año 1992. Fichó por Quilmes en la temporada 1996-1997, pero para la siguiente temporada regresa a su club de origen. En 1998 entró a formar parte del Ferro Carril Oeste en donde permaneció por 2 años seguidos, yendo a Belgrano de Córdoba y regresando otravez a Ferro. En el 2002 ficha por Club de Fútbol Monterrey de México para pasar por otros 3 clubes de ese país en menos de 2 años.
Después de la travesía en México, iría a probar suerte en Paraguay, más precisamente en el Club Cerro Porteño en donde encontraría aceptación y respeto de parte del club y de los aficionados siendo Bicampeón de la Primera División de Paraguay. Después de Cerro volvería de nuevo a Argentina, esta vez en filas del Banfield. Después de pasar de club en club de nuevo incluyendo por su club de origen, termina su carrera en el Club El Porvenir. En el 2011 tuvo un paso fugaz como DT y jugador del Deportivo Capiatá.

### Como director técnico
Su primera experiencia como técnico fue en el Deportivo Capiatá de la División Intermedia de Paraguay en el año 2011, donde se mantuvo pocas fechas por malos resultados. 
El 25 de septiembre del 2011, mientras dirigía a las inferiores de Cerro Porteño fue nombrado como DT interino que al final terminó siendo permanente del plantel principal tras la salida de Leonardo Astrada. Debutó ganando contra el General Caballero 4 a 2. Dirigió así, entre el Clausura 2011 (desde la fecha 10) y el Apertura 2012 (hasta la fecha 11), un total de 24 partidos, ganando 15 partidos, empatando 5 y perdiendo 4, siendo destituido después de perder el Clásico del fútbol paraguayo ante el Club Olimpia. 
El 3 de septiembre de 2012, el club Independiente lo contrata como técnico. El 21 de octubre de 2012 fe destituido de su cargo por malos resultados. En Independiente dirigió tan solo 5 partidos, donde ganó el primer encuentro y perdió los otros 4 de manera seguida.
En marzo de 2013 es nombrado como DT del Deportivo Morón de la Argentina donde tuvo un arranque y unos meses muy buenos sumando una buena cantidad de puntos. Luego ya en el siguiente torneo se vinieron resultados negativos y momentos irregulares del club y el 30 de marzo de 2014 renuncia como DT del Deportivo Morón por malos resultados. En Deportivo Morón dirigió 43 partidos, de los cuales ganó 12, empató 13 y perdió 18.
En agosto de 2014 asume como nuevo entrenador del Club Rubio Ñu de la Primera División de Paraguay y renuncia a su cargo por malos resultados el 16 de noviembre de 2014. En Rubio Ñu dirigió 15 partidos donde ganó 2, empató 6 y perdió 7.
El 30 de marzo de 2015 asumió como entrenador del 12 de Octubre para iniciar el torneo de la División Intermedia. El 27 de abril renunció como DT del 12 de Octubre por malos resultados. Solo dirigió 3 partidos, perdiendo los 3.
El 3 de febrero de 2017 es confirmado como nuevo entrenador del Club General Caballero CG de la Cuarta División de Paraguay.

## Clubes

### Como jugador
| Club                 | País      | Año         |
| -------------------- | --------- | ----------- |
| Deportivo Morón      | Argentina | 1992 - 1996 |
| Quilmes              | Argentina | 1996 - 1997 |
| Deportivo Morón      | Argentina | 1997 - 1998 |
| Ferro Carril Oeste   | Argentina | 1998 - 2000 |
| Belgrano             | Argentina | 2000 - 2001 |
| Ferro Carril Oeste   | Argentina | 2001 - 2002 |
| Monterrey            | México    | 2002        |
| Atlético Celaya      | México    | 2002        |
| Colibríes de Morelos | México    | 2003        |
| Cañeros de Zacatepec | México    | 2003        |
| Cerro Porteño        | Paraguay  | 2004 - 2006 |
| Banfield             | Argentina | 2006        |
| Deportivo Morón      | Argentina | 2007        |
| Acassuso             | Argentina | 2008 - 2009 |
| Fénix                | Argentina | 2009 - 2010 |
| El Porvenir          | Argentina | 2010        |
| Deportivo Capiatá    | Paraguay  | 2011        |

### Como entrenador
| Club                                           | País      | Año         |
| ---------------------------------------------- | --------- | ----------- |
| Deportivo Capiatá                              | Paraguay  | 2011        |
| Cerro Porteño                                  | Paraguay  | 2011 - 2012 |
| Independiente CG                               | Paraguay  | 2012        |
| Deportivo Moron                                | Argentina | 2013 - 2014 |
| Rubio Ñu                                       | Paraguay  | 2014        |
| 12 de Octubre                                  | Paraguay  | 2015        |
| General Caballero CG                           | Paraguay  | 2018 - 2019 |
| Cerro Porteño (Coordinador escuela de fútbol)  | Paraguay  | 2019 - 2022 |
| General Caballero JLM (Coordinador inferiores) | Paraguay  | 2023        |
| Tacuary                                        | Paraguay  | 2025        |

## Palmarés

### Como jugador
| Título                         | Club          | País     | Año  |
| ------------------------------ | ------------- | -------- | ---- |
| Campeonato Paraguayo de Fútbol | Cerro Porteño | Paraguay | 2004 |
| Campeonato Paraguayo de Fútbol | Cerro Porteño | Paraguay | 2005 |